# Dragon
Pour les articles homonymes, voir Dragon (homonymie).

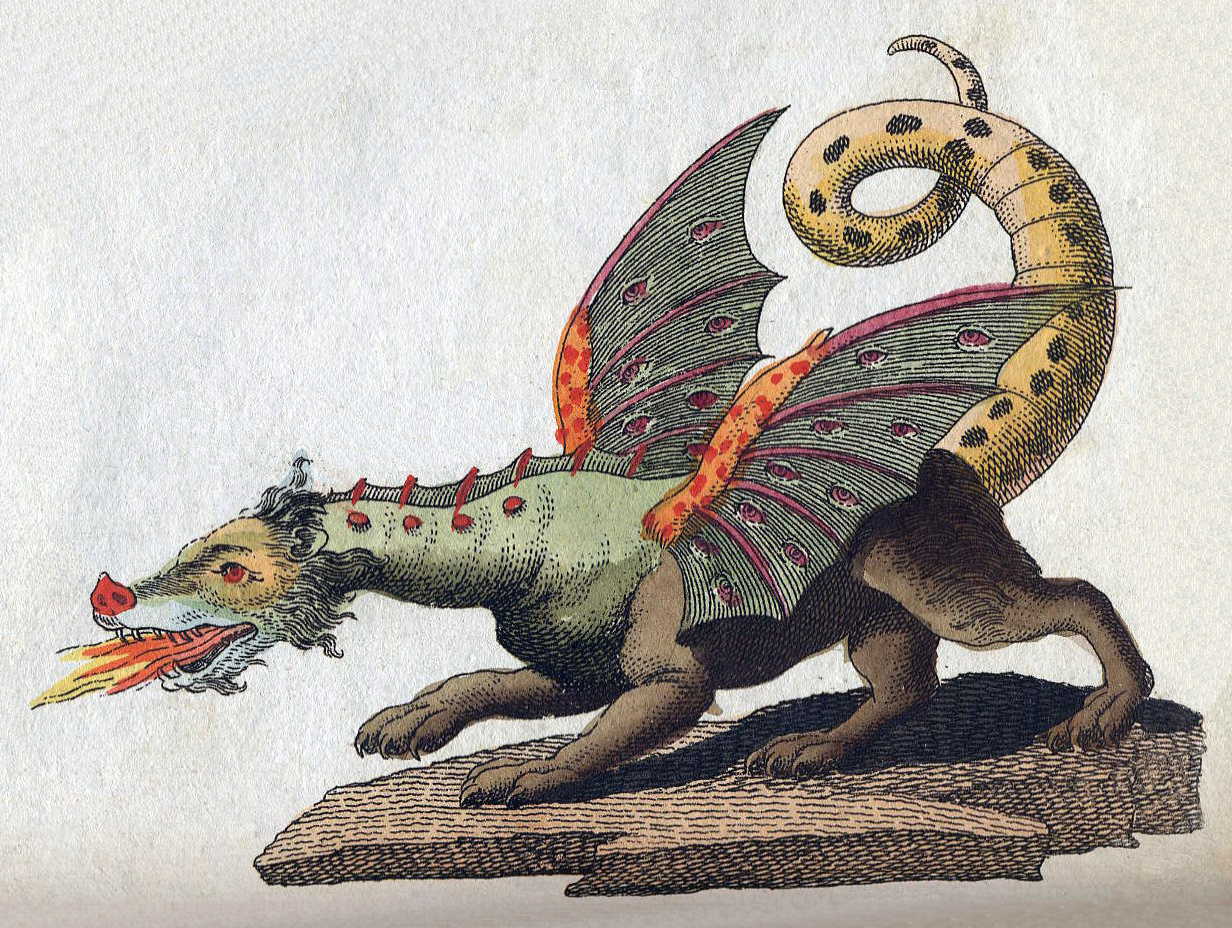
Illustration d'un dragon ailé et crachant le feu par Friedrich Justin Bertuch (1806).

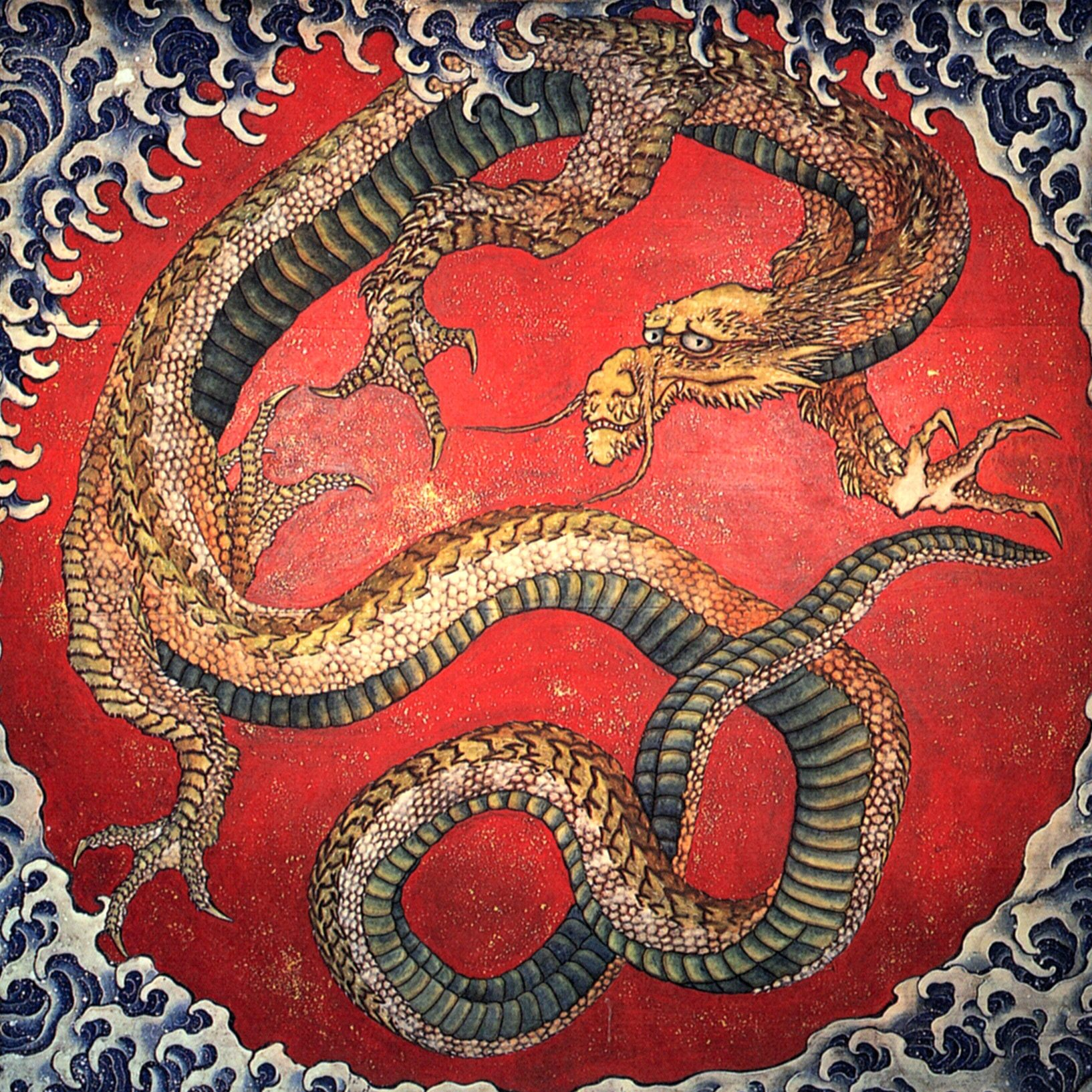
Peinture d'un dragon oriental par le Japonais Hokusai (1844).

Le dragon est une créature légendaire représentée comme une sorte de gigantesque reptile, ailes déployées et pattes armées de griffes.
Dans de nombreuses mythologies à travers le monde, on retrouve des créatures « reptiliennes » aux caractéristiques plus ou moins similaires, désignées comme « dragons ».

## Présentation
Par son apparence reptilienne, le dragon est intimement lié à la terre. Cependant, il se détache du monde terrestre par sa capacité à voler, ce qui le distingue des rampants, à l'image des serpents (le plus souvent malfaisants) que l'on retrouve de par le monde (nâga, aspic…). Ces derniers s'opposent, au contraire, aux créatures aériennes, physiquement ou symboliquement : en Égypte, Horus dieu faucon fils d'Osiris l'adversaire d'Apophis le serpent, en Asie, Garuda aigle géant combattant les serpents nâga…
Une distinction principale est cependant à faire entre les dragons occidentaux et les dragons orientaux, tous deux portant de très nombreux noms en fonction de la région. Ses représentations varient cependant énormément en fonction des civilisations. Symbole de vie et de puissance en Chine, protecteur en Indonésie, protecteur de trésors en Grèce antique ou encore maléfique et ravisseur de princesses en Europe médiévale.

## Étymologie

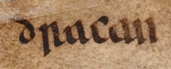
Apparence précoce du mot « dracan », issu du vieil anglais, dans le poème épique Beowulf.

Le mot dragon existe déjà en ancien français et vient du latin draco qui signifie « grand serpent, dragon », lui-même issu du grec δράκων / drákōn (génitif δράκοντος / drákontos), « serpent, grand animal marin »,. Les termes grec et latin font référence à tout grand serpent, pas nécessairement mythologique.
Le mot grec δράκων est vraisemblablement dérivé du verbe δέρκομαι / dérkomai qui signifie « je vois » (dont l'aoriste est ἔδρακον / édrakon).
Le terme est entré dans la langue anglaise au début du XIIIe siècle à partir du vieux français, tandis que Draco a donné, dès le IXe siècle, l'équivalent allemand.

## Origines

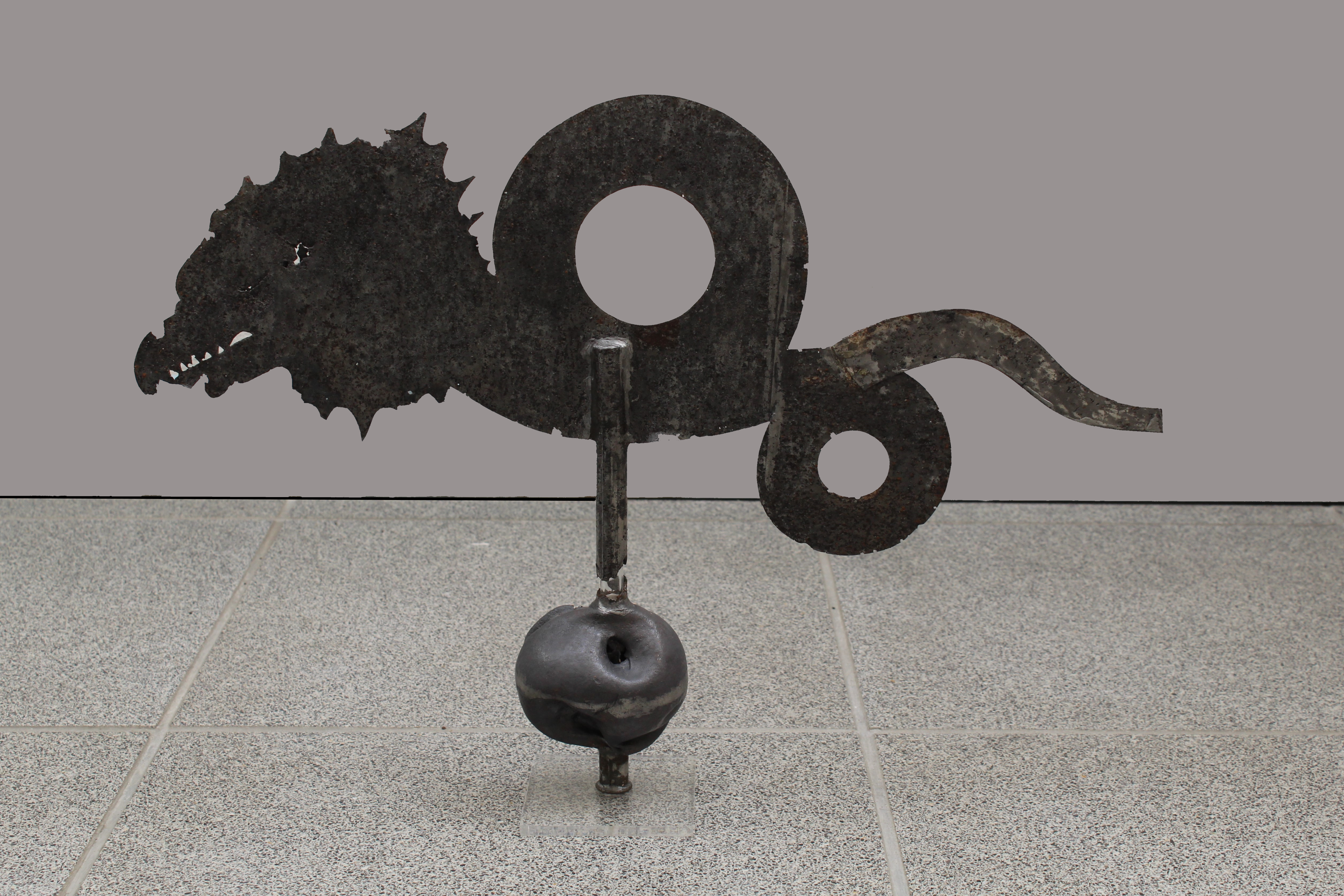
Girouette du gibet de Creuë représentant un dragon (XVIIe siècle).

### Des origines mal définies
Il est difficile de déterminer une origine géographique ou historique aux dragons. Leur apparition semble dater des premières civilisations, peut-être même du Paléolithique supérieur. En appliquant des outils statistiques à divers types de dragons à travers le monde, puis à divers récits racontant le combat contre le monstre, Julien d'Huy a en effet pu montrer l'existence d'un signal phylogénétique très similaire pour les dragons et pour les récits de combat, ces deux ensembles s'organisant en une progression géographique qui laisse supposer une origine africaine du motif. Parti d'Afrique, le motif aurait ensuite atteint l'Asie du Sud-Est, avant de se diffuser en Australie puis en Amérique et, dans une dernière vague, vers l'Europe paléolithique.
Le proto-dragon, tel qu'il a pu être statistiquement reconstruit, était en partie serpent ; il gardait les sources et autres points d’eau, pouvait voler et apparaissait lorsque la pluie et le soleil s’interpénètrent. Il possédait des écailles et des cornes, ainsi qu’une pilosité humaine. Il s'opposait à la foudre et au tonnerre. Enfin, il pouvait provoquer des inondations et des tornades. Il est intéressant de noter que cet ensemble de traits se retrouve encore dans les mythologies — et dans les arts rupestres, pour certains très vieux — du monde entier, ce qui laisse supposer que cette reconstruction serait au moins partiellement vraie.
Les plus anciennes traces connues de représentations du dragon remontent quant à elles à la Mongolie au Néolithique, et au IVe millénaire av. J.-C., dans une tombe néolithique de Xishuipo, site archéologique de la province du Henan, en Chine : formée de coquillages, sa forme se détache nettement aux côtés du défunt. La découverte de cette tombe date des années 1980. Une autre représentation, vieille de 2 500 ans, constituée de briques de couleur, fut découverte sur les murs de la porte d'Ishtar, une des monumentales portes de Babylone.
Selon l'égyptologue Christiane Desroches Noblecourt la légende de Saint Georges terrassant le dragon trouve son origine dans la mythologie égyptienne, adaptée au fil des siècles, jusqu'à arriver en Europe via l'empire romain.
Il s'agit là d'une figure religieuse imaginaire, tout comme le sont le sphinx, les sirènes ou toute autre créature fabuleuse. Celles-ci s'appuient davantage sur des espèces animales existantes, que l'homme hybride à sa fantaisie, que sur la découverte d'un squelette gigantesque (il est d'ailleurs décrit comme « un animal fantastique […] avec des griffes de lions, des ailes et une queue de serpent » dans le Larousse). On trouve ainsi des monstres aux formes semblables, mais néanmoins différents, dans presque toutes les cultures antiques, et ces mythes se sont par la suite « contaminés » les uns les autres, pour s'approcher de la figure actuelle, désormais universelle.

### Dinosaures et autres fossiles

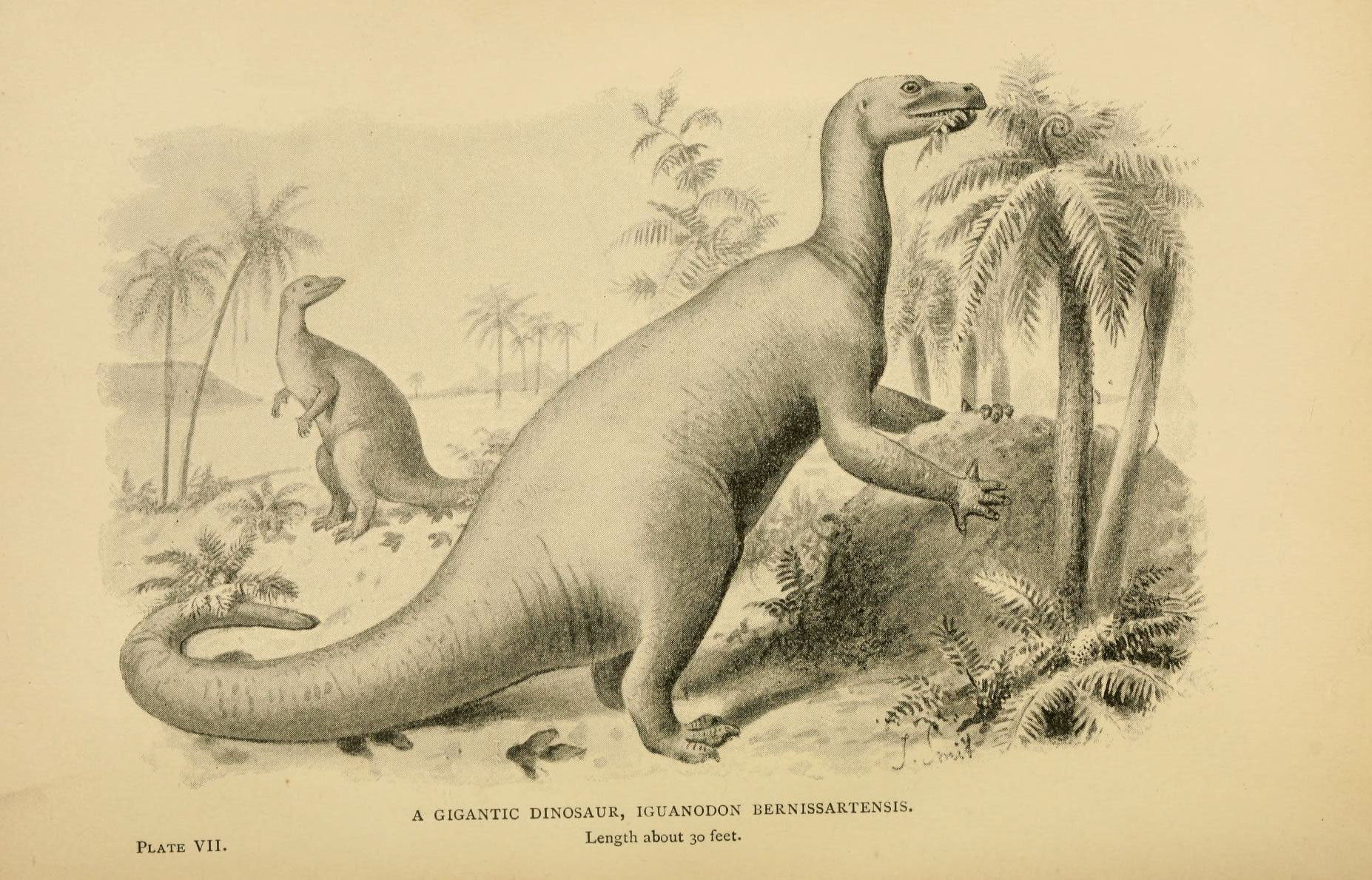
Le dinosaure Iguanodon bernissartensis, reconstitution d'artiste, 1896.

Contrairement à ce qui est parfois représenté dans la fiction, les premiers humains n'ont jamais côtoyé les dinosaures non-aviens, 65 millions d'années les séparant : c'est pourquoi la relation entre dinosaures et dragons est controversée. Toutefois, l'hypothèse selon laquelle les fondateurs des premières civilisations ont pu trouver des fossiles de dinosaures dégagés par l'érosion est envisagée, et certains cas sont attestés : ainsi, des ossements découverts dans le Sichuan sont attribués à un dragon par l'historien Chang Qu (en), vers 300 av. J.-C.,. De même, un œuf fossilisé d'autruche (décrit comme Struthiolithus chersonensis) était attribué au XIXe siècle à un dragon par des paysans chinois,.

### Grands reptiles
De grands reptiles, comme les crocodiles, pourraient aussi avoir contribué à la diffusion du mythe. En effet, il arrivait que le crocodile du Nil, dont l'aire de répartition était beaucoup plus importante à l'époque antique, atteigne la rive nord de la Méditerranée.
Le Varan de Komodo et des cousins comme le Megalania prisca (éteint mais qui a probablement côtoyé l'homme), peuvent également avoir inspiré des légendes de dragons.

### Protée
Dans La Gloire du Duché de Carniole (Die Ehre dess Hertzogthums Crain), Janez Vajkard Valvasor décrit les mythes et légendes slovènes faisant du Protée anguillard un bébé dragon. En effet, lors des crues, cet animal cavernicole est expulsé des grottes où il vit. Les populations locales en concluaient que de grands dragons vivent sous la croute terrestre et que ce petit animal en est la larve.

## Dragons occidentaux

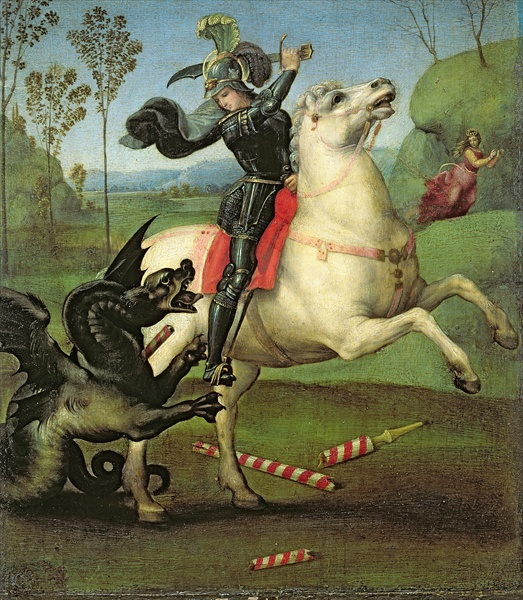
Saint Georges combattant le dragon. Tableau de Raphaël (vers 1503-1505).

Dans la tradition occidentale (mythologie grecque, celtique et nordique), il s'agit d'une créature reptilienne ailée et soufflant le feu, que nombre de héros ou dieux devront combattre afin d'établir l'ordre sur le monde. Ce sont avant tout des créatures liées à la terre et au feu, symbole de la puissance des forces naturelles. Ils rejoignent par ces caractéristiques les anciennes créatures chthoniennes à  l'allure de serpent des mythologies indo-européennes : Apollon combattait Python, Krishna rivalisait avec Kaliya, Rê luttait contre Apophis, etc.
Ils garderont par la suite cet aspect sauvage à des fins plus matérielles la plupart du temps associées à la surveillance de quelque chose. Cette caractéristique est inscrite dans le nom même du dragon : l'origine du mot grec drákōn (δράκων) dérive de drakeîn (δρακεῖν), aoriste du verbe dérkomai (δέρκομαι) signifiant « voir, regarder d’un regard perçant ».
Le christianisme fait du dragon le symbole du mal, de la Bête de l'Apocalypse, l'incarnation de Satan et du paganisme. L'Apocalypse de Jean décrit le combat du Dragon contre le Messie. La légende dorée, les histoires des saints sauroctones évoquent de nombreux saints, martyrs et archanges triomphant du dragon qui est l'incarnation du mal.

## Dragons asiatiques

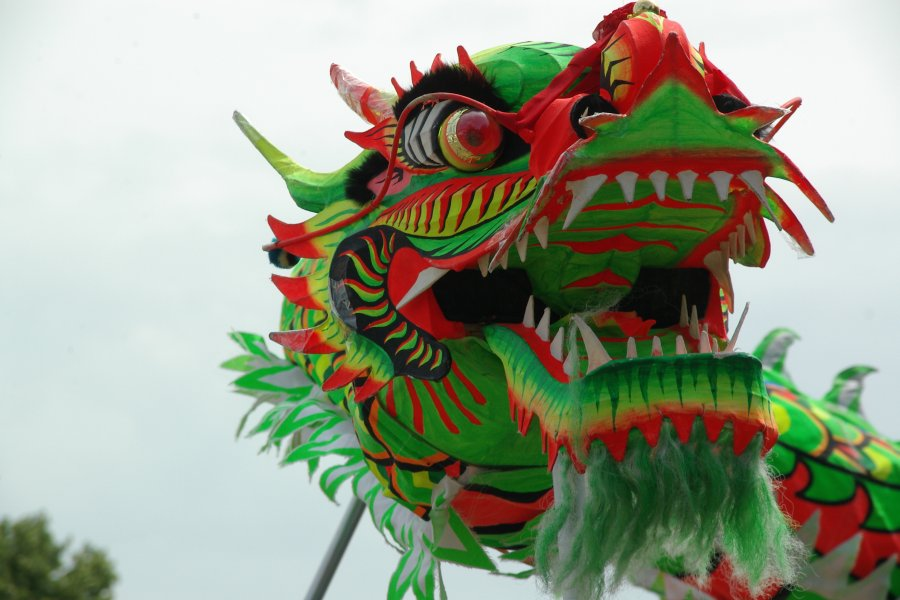
Tête de dragon dans une danse du dragon chinoise traditionnelle (Helsinki, 2000).

Contrairement à leurs homologues européens, les dragons asiatiques, bien qu'associés aux forces de la nature, sont dangereux mais pas vraiment hostiles. Ils ne montrent pas le caractère souvent violent des dragons occidentaux. Ils diffèrent aussi de par leur apparence : ils sont plus fins et aériens et ne possèdent pas spécialement d'ailes.
On retrouve une représentation fort semblable du dragon notamment en Chine, au Japon, en Corée et au Viêt Nam. Ses caractéristiques physiques et symboliques ne varient que de façon minime entre ces civilisations : esprits associés au climat, ils sont puissants et vénérés. On les associe régulièrement au pouvoir en place.

## Dans les cultures autochtones d'Amérique

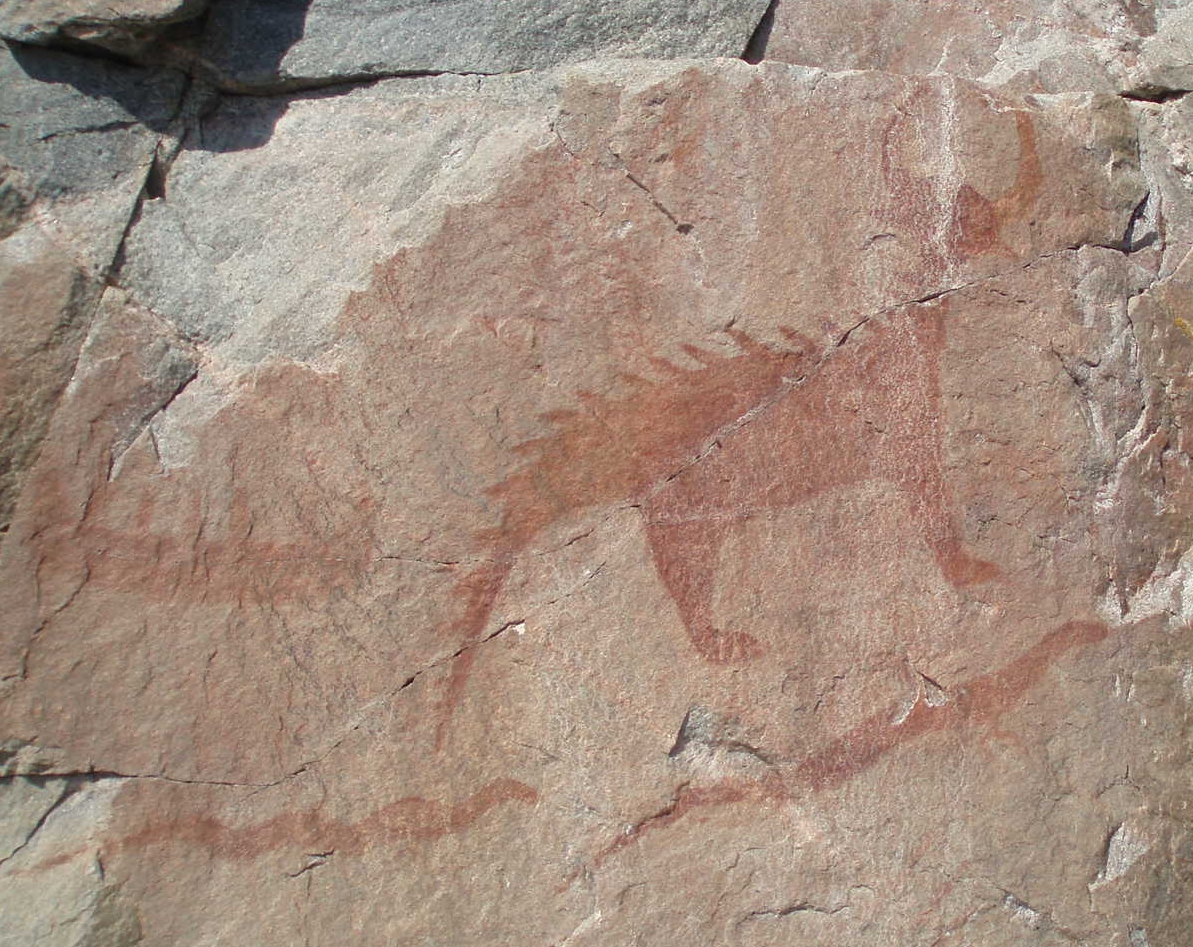
Peinture pariétale ojibwé sur le site d'Agawa Rock dans le parc provincial du Lac-Supérieur. Pictogrammes représentant la « panthère d'eau » accompagnée à gauche d'un canoë et en dessous de deux serpents à cornes.

Les mythologies autochtones d'Amérique ne semblent pas faire part de légendes concernant les dragons au sens où nous les concevons. Dans la croyance des Aztèques le serpent bénéficiait d'un statut important de par, entre autres, sa capacité à muer. On retrouve la racine coatl (serpent en nahuatl) dans le nom de plusieurs divinités : Cihuacóatl (femme serpent) ou Coatlicue (la dame aux serpents) mais également Quetzalcóatl (serpent à plumes, aussi présent dans la mythologie maya par exemple, sous le nom de Kukulkan) ou Mixcoatl (serpent de nuages au caractère aérien).
Des représentations de la panthère d'eau, notamment les peintures rupestres ojibwé sur le site d'Agawa Rock, sont interprétées comme des dragons ou « dinosaures » par les créationnistes américains pour affirmer que les dinosaures ont coexisté avec l'homme, conformément au récit de la création dans le Livre de la Genèse.

## Analyse cryptozoologique
Dans un cadre cryptozoologique, plusieurs théories ont été émises, tentant d'expliquer les particularités morpho-physiologiques des dragons tel que décrit dans la littérature, en fonction des savoirs scientifiques actuels, et éventuellement d'en prouver l'existence. Elles ne sont toutefois que supposées, ne reposant sur aucune recherche de preuves réelles comme c'est le cas pour l'existence d'autres cryptides tel que le Yéti. Ces hypothèses sont souvent regroupées sous le terme de dracologie ou dragonologie.
Il existe cependant un lézard, appelé dragon volant, de la famille des Agamidae qui plane d'arbre en arbre dans les forêts primaires de Bornéo. Ils ne possèdent pas d'ailes mais l'ouverture de ses côtes lui permet d'étendre la peau de sa cage thoracique comme des voiles et passer ainsi d'arbre en arbre.
Certaines questions sont récurrentes dans ce genre de projets, telles que :
- si les dragons existaient, comment pourraient-ils cracher du feu ?
- auraient ils 4 ou 6 membres? Quelle serait l'ontogenèse des ailes ?
- quelle affiliation existe-t-il entre les différentes formes de dragons visibles dans les différents folklores ? Quelle est leur phylogenèse[23] ?

## Le dragon dans l'art et la culture populaire

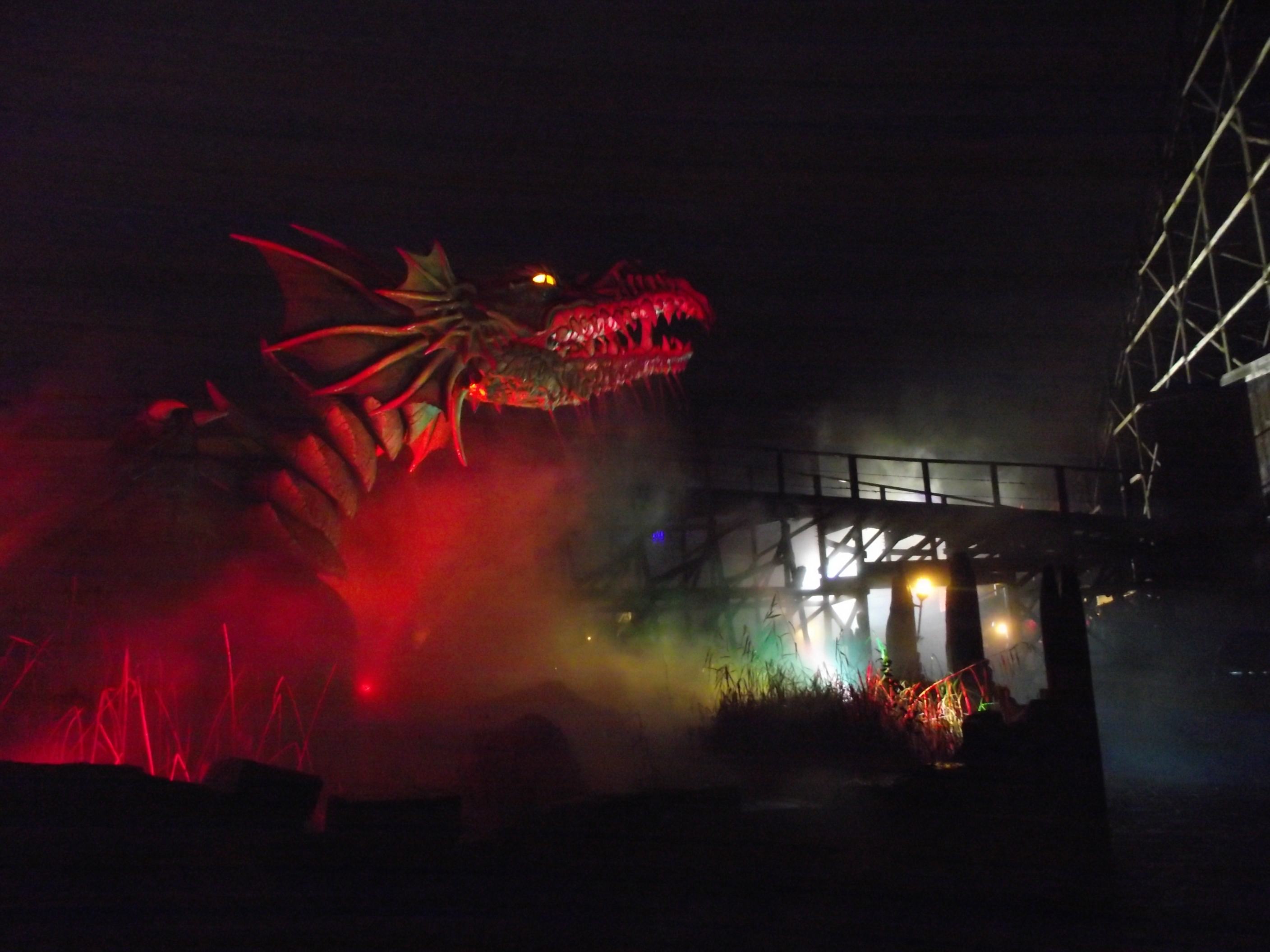
Dragon moyenâgeux de nuit, Efteling, Pays-Bas.

Le dragon a été repris dans la littérature moderne et le cinéma, ainsi que dans les jeux de rôle (essentiellement ceux d'inspiration médiévale-fantastique).

### Littérature
La littérature de fantasy donne souvent une part importante aux dragons. Le plus souvent l'image qui en ressort est en adéquation avec celle donnée par les mythes et le folklore européen. En ce sens les histoires modernes le représentent comme extrêmement intelligent, doué de parole et parfois associé à la magie. Le sang du dragon possède également des propriétés magiques comme dans l'opéra Siegfried, celui-ci devient capable de comprendre les oiseaux de la forêt. Il est généralement le gardien d'un trésor caché dans une citadelle ou une grotte (voire d'une princesse dans les contes).
Cependant avec l'engouement du public pour les mangas et la culture asiatique, les dragons orientaux ont tendance à entrer dans l'imaginaire collectif occidental. Par exemple le roman de l'écrivain allemand Michael Ende, L'Histoire sans fin, adapté en film par la suite, étonna les lecteurs occidentaux en montrant un sage dragon dénué d'ailes et possédant une gueule de lion dans le livre, et de chien dans le film.

#### Univers de la Terre du Milieu

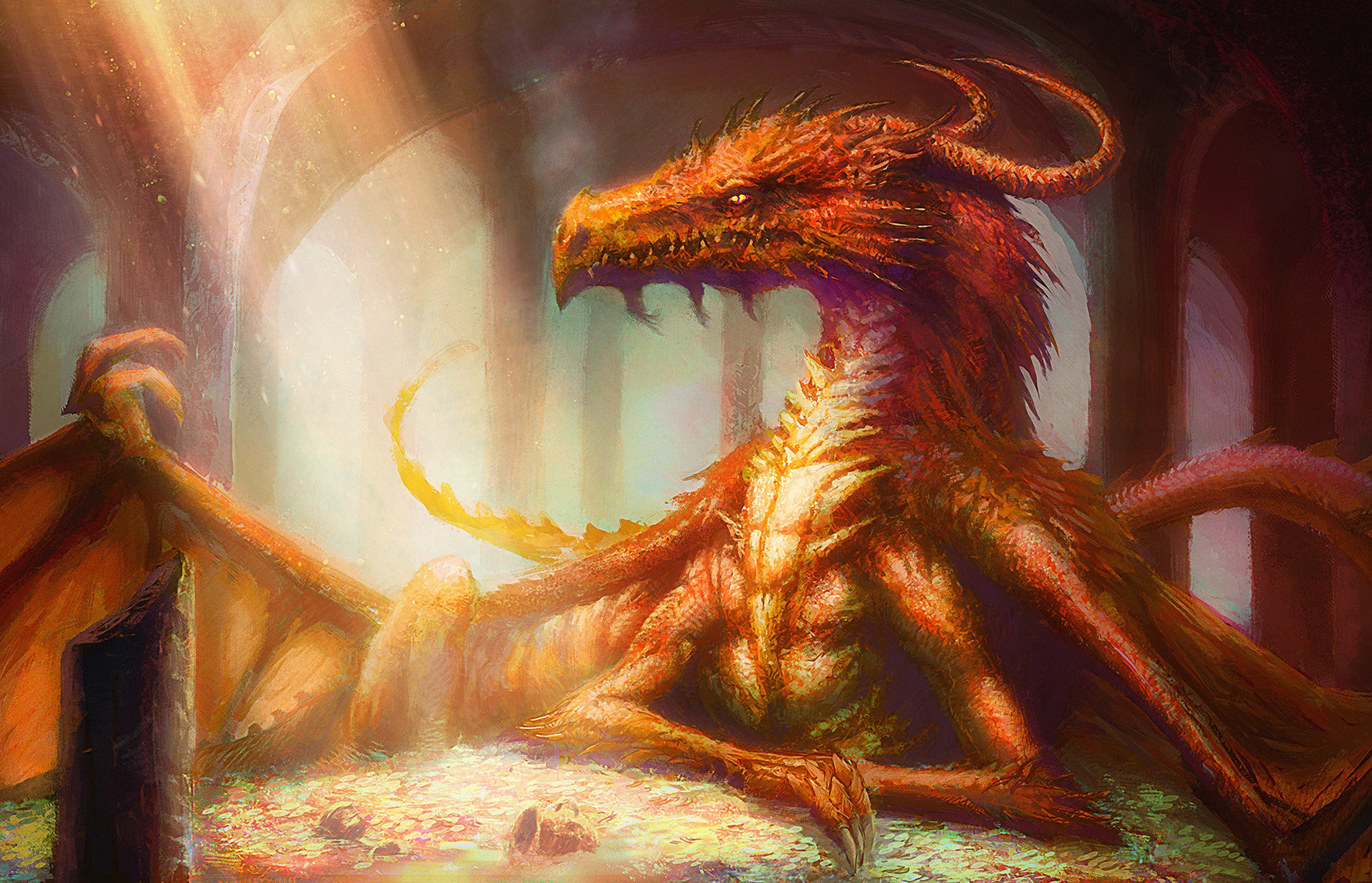
Illustration du dragon Smaug, allongé sur son trésor, par David Demaret.

Dans l'univers de la Terre du Milieu de l'écrivain J. R. R. Tolkien, les dragons sont des créatures maléfiques nées des œuvres de Morgoth au cours du Premier Âge en Angband. Le premier d'entre eux, surnommé le « Père des Dragons » s'appelle Glaurung. Ils sont parfois appelés vers, car les premiers dragons étaient aptères (sans ailes) et se déplaçaient en rampant (par exemple, Glaurung laisse une traînée de cendres derrière lui) ; le mot est resté pour décrire les dragons, même ailés - lesquels ne sont apparus que lors de la guerre de la Grande Colère, à la fin du Premier Âge.
L'antagoniste principal du roman Le Hobbit est le dragon Smaug, qui a spolié les nains de leur royaume sous la Montagne Solitaire et a volé leur trésor.
Les dragons de Tolkien allient une avarice prodigieuse à une grande ruse. Ils aiment à amasser des richesses pour s'en faire un lit et dormir dessus, tel Glaurung à Nargothrond ou Smaug en Erebor.

#### Univers dePern
Dans la série de romans La Ballade de Pern d'Anne McCaffrey, les dragons sont les protecteurs d'une société du futur, sur une autre planète ayant régressé à une organisation féodale. Ils sont créés par les humains à partir de créatures indigènes, grâce à l'ingénierie génétique.

#### Autres œuvres
Le dragon est un élément essentiel dans d'autres œuvres, notamment :

##### séries de fantasy
- Le Cycle d'Elric de Michael Moorcock (1961-1989)
- Le Cycle de Terremer d'Ursula K. Le Guin (1964-2018)
- Les Chroniques du Chevalier-Dragon de Thorarinn Gunnarsson (en) (1990-1996)
- L'Épée de vérité de Terry Goodkind (1994-2015)
- L'Assassin royal (1995-2017), Les Aventuriers de la mer (1998-2000) et Les Cités des Anciens (2009-2013) de Robin Hobb
- Le Trône de fer de George R. R. Martin (depuis 1996)
- Les Chevaliers d'Émeraude d'Anne Robillard (2003-2008)
- Le Cycle de l'Héritage de Christopher Paolini (2003-2011)
- Tara Duncan de Sophie Audouin-Mamikonian (2003-2015)
- L'Âge du feu d'E. E. Knight (2005-2011)
- Téméraire de Naomi Novik (2006-2016)
- Les Royaumes de feu de Tui Sutherland (depuis 2015)

##### divers
- Au guet ! de Terry Pratchett (1989)
- La Légende de Drizzt de Robert Anthony Salvatore
- Fairy Tail, manga d'Hiro Mashima (2006-2017)
- Dragonfury de Coreene Callahan (2012-2017)
- Les différentes séries de l'univers de Dragon Ball d'Akira Toriyama

### Cinéma

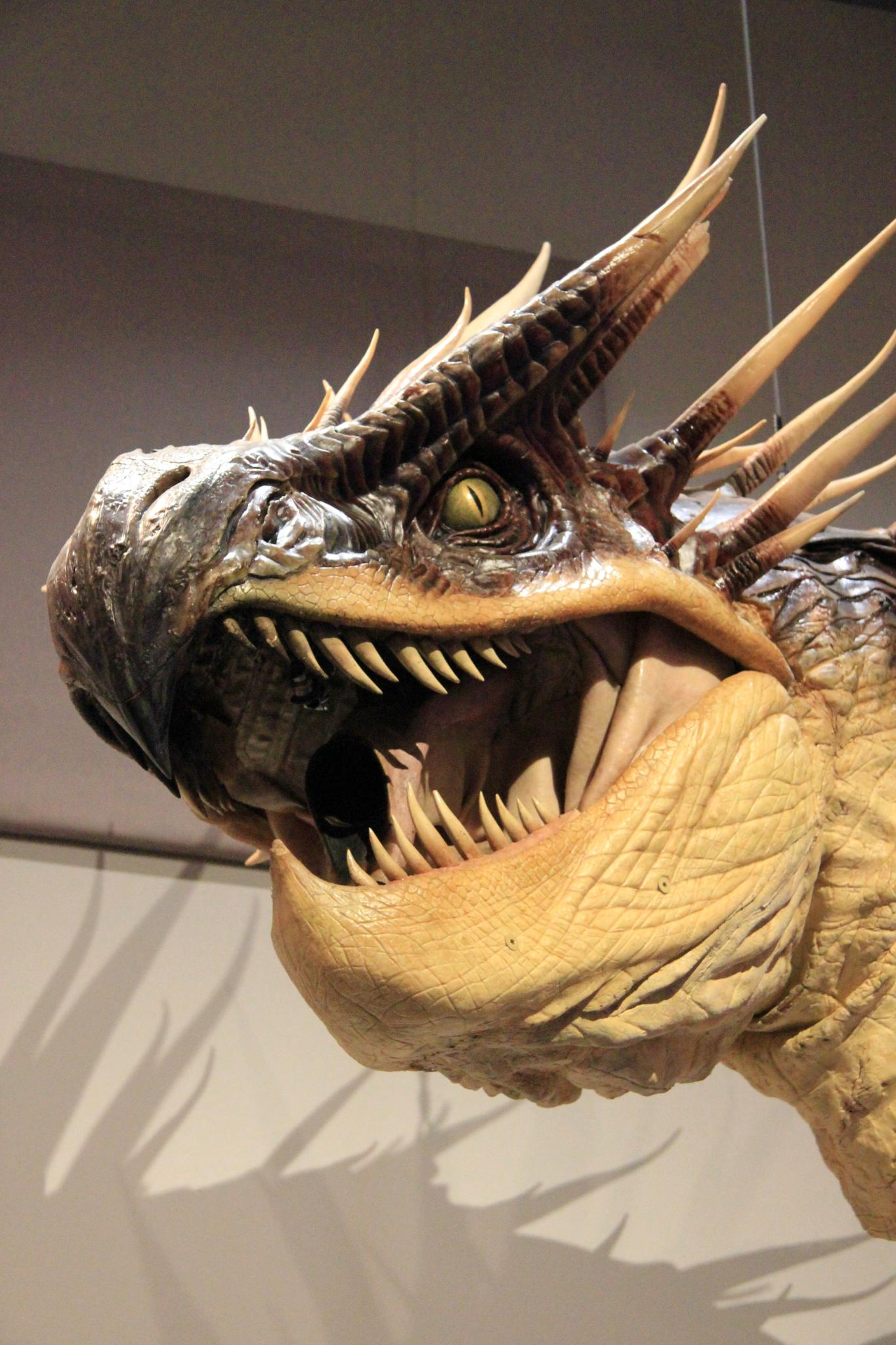
Tête de dragon utilisée pour des effets spéciaux de la série Harry Potter par le studio Warner Bros.

Le cinéma (et par extension tout support audiovisuel) est un vecteur important de l'imaginaire collectif moderne, et les dragons n'y font pas exception. Ils y apparaissent fréquemment, a fortiori depuis l'avènement des effets spéciaux élaborés et l'engouement du public pour les films fantastiques à grand budget.
- Les Nibelungen (1924) de Fritz Lang : Siegfried terrasse le dragon et devient invincible en se baignant dans son sang.
- Le Dragon du lac de feu (1981) : l’abominable pacte conclu entre un roi et un dragon prêt à tout pour conserver son trône en échange de jeunes filles vierges.
- Excalibur (1981) : dans cette adaptation de la légende arthurienne, Merlin est le détenteur de pouvoirs fabuleux tous issus du Dragon. Merlin utilise par exemple le souffle du Dragon pour permettre à Uther Pendragon de prendre la place du duc de Cornouailles.
- L'histoire sans fin (1984) : Bastien mène une quête avec l'aide d'un dragon à travers Fantasia.
- Cœur de dragon (1996) : au Moyen Âge, l'amitié improbable entre un chevalier de l'ancien code et le dernier des dragons.
- Donjons et Dragons (2000) et Donjons et Dragons, la puissance suprême (2006) : inspirés du jeu de rôle.
- Le Règne du feu (2003) : au début du XXIe siècle, des travaux dans Londres réveillent les dragons qui envahissent la terre et détruisent toute la civilisation humaine. Seules quelques poignées d'hommes résistent.
- Les chroniques du dragon (2008,TV) : l’histoire du paisible royaume de Carpia ravagé par les exactions d’un dragon de feu.
- Dragons, Dragons 2 et Dragons 3 : films d'animation des studios Dreamworks mettant en scène l'amitié entre un Viking et un Dragon alors que les deux peuples sont ennemis.
- Moi, Arthur, 12 ans, chasseur de dragons[24] (2010), film américain où le sujet principal est le dragon Dark Smoke, seigneur maléfique d'un jeu nommé Elixir Quest.

### Jeux de rôle et jeux vidéo

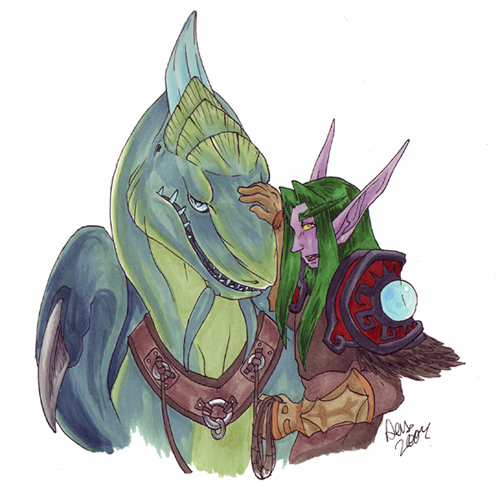
Dragon tel que représenté dans certaines œuvres actuelles, accompagné d'autres créatures de fantasy comme les elfes (dessin inspiré de la licence Warcraft).

De par la puissance qu'ils inspirent, les dragons sont une figure récurrente dans l'univers ludique, qu'il se déroule sur papier ou par l'intermédiaire d'un support audiovisuel. Bien que dans plusieurs jeux ils n'occupent qu'une place secondaire au sein d'un bestiaire, la majeure partie du temps ce sont des créatures impressionnantes faisant partie intégrante du scénario et du toile de fond du jeu. La présence de dragons dans les jeux vidéo se remarque d'autant plus que ceux-ci possèdent souvent un nom éponyme.

#### Monster Hunter
Dans Monster Hunter, des monstres fantastiques sont les principaux adversaires des chasseurs. Toutefois, ces monstres sont en grande majorité des wyvernes et non pas des dragons (pas de pattes antérieures) : Rathalos, Rathian, Diablos et Astalos sont quelques exemples. On trouve également quelques léviathans : des reptiles similaires aux dragons (pattes antérieures et postérieures) mais sans ailes et avec un corps allongé. L'Agnaktor et le Lagiacrus constituent deux exemples de cette catégorie. Enfin, il existe tout de même quelques vrais dragons dans la série, mais il faut les chercher du côté des monstres les plus puissants, dits "dragons anciens" (cette appellation ne regroupe pas que des dragons) : Kushala Daora, Teostra et Chameleos sont trois exemples.

#### Donjons et Dragons

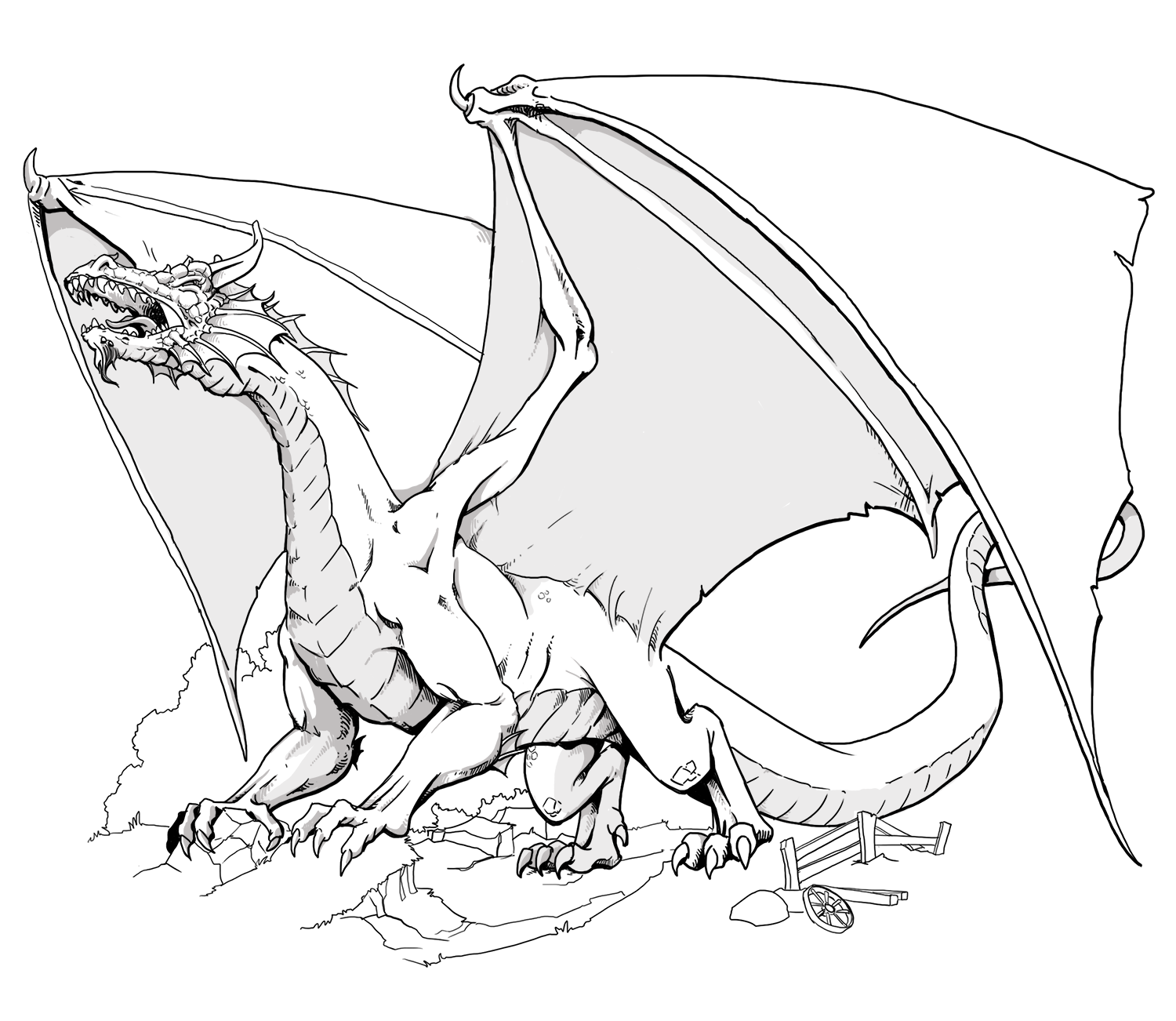
Dragon de fiction, inspiré de l'univers de Donjons et dragons.

Dans Donjons et Dragons, le dragon est l'une des figures les plus emblématiques de ce jeu de rôle, à la fois de par la puissance qu'il dégage et du développement de son histoire (un ouvrage entier, le Draconomicon, est consacré au dragon). Puissance parfois quasi-divine, les dragons participent souvent aux grands changements des différents mondes constituant le multivers de Donjons et Dragons. Il existe trois types de dragons d'alignements différents, chromatiques (mauvais) et métalliques (bons) et les dragons de gemmes (neutres). Des dragons plus particuliers existent par ailleurs.

#### Drakkhen
Dans Drakkhen, une diégèse vidéoludique, les dragons sont présentés comme des puissances guerrières et mystiques assurant la stabilité du monde et l'efficience de la magie. Le jeu débute lorsque le dernier dragon du monde humain est assassiné, et propose aux joueurs de restaurer l'ordre perdu en se rendant sur une île gouvernée par des princes dragons, s'apparentant chacun à un élément (terre, eau, air et feu). Les créatures mythologiques seront le centre d'un puzzle politique, pouvant rendre, une fois résolu, le fragile équilibre de l'univers.

#### Fire Emblem
Dans la série Fire Emblem, les dragons occupent une place de choix, généralement dotés d'une puissance considérable. Ils sont à la fois le symbole de force et pouvoir et le moyen de l'obtenir. Ils représentent un peuple neutre, souvent désireux de ne pas se mêler des conflits entre peuples Laguz et Humains. Naga, le Dragon Divin, est depuis toujours le protecteur des Humains, tandis que la résurrection dans Fire Emblem: Awakening de Grima, le Dragon Déchu, manque de provoquer la fin du monde et de la race humaine.

#### Prophecy
Dans Prophecy, les dragons sont les premières créatures sorties du néant primordial. Ce seront eux qui donneront naissance au monde, humains compris. Ils font figures de divinités pour ceux-ci.

#### Scales
Dans Scales, les dragons sont des créatures ancestrales regroupées en familles et se livrant à une guerre secrète au sein de l'humanité ignorante, un peu à la façon de Vampire : La Mascarade avec les vampires. D'autres créatures mythologiques ou féériques les côtoient également.

#### Rêve de Dragon
Dans la mythologie du jeu de rôle Rêve de Dragon, le monde entier est issu du rêve des dragons, même les créatures vivantes.

#### Warcraft
Dans Warcraft, les dragons ne sont non pas les créateurs, mais les gardiens du monde, à son commencement. Ils sont, comme souvent, dotés d'une extrême puissance. Il y a 5 volées des Dragons avec Neltharion chef du vol noir, Alexstrasza reine du vol rouge, Nozdormu chef du vol de bronze, Malygos chef du vol bleu et Ysera reine du vol vert.
Les proto-dragons sont une forme plus ancienne et primitive des dragons, notamment présents sous le règne de Galakrond, un proto-dragon titanesque dont les restes sont encore visibles en jeu dans la Désolation des Dragons en Norfendre.

#### DofusetWakfu
Dans Dofus et Wakfu, l'objectif présenté est de retrouver les précieux Dofus, des œufs de dragon aux pouvoirs magiques. Il existe différents types de Dragons. La plupart venant du peuple Eliatrope, et les autres venant des Deux premiers Dragons créés par le Dieu Osamodas.

#### Warhammer
Dans le jeu de bataille Warhammer, les dragons font partie des premières créatures amenées par les anciens lors de la création. Les bouleversements causés par l'effondrement de la porte des Anciens a conduit cette espèce sur la voie de l'extinction. Ils servent parfois de montures aux différents peuples lors de leurs combats.

#### Pokémon
Dans la série Pokémon, parmi tous les types de créatures, l'un d'eux est le type Dragon. Les Pokémons de type Dragon sont rares et très puissants, bien que plus longs à entraîner et à faire évoluer. Lors des affrontements entre Pokémons, le type Dragon est efficace contre d'autres Pokémons de ce type, et est particulièrement vulnérable face aux créatures de types Glace, Fée, et Dragon lui-même. Près de la moitié des Pokémons légendaires est du type Dragon.

#### The Elder Scrolls V: Skyrim
Dans The Elder Scrolls V: Skyrim, les dragons occupent une place très importante dans l'histoire. Ce sont d'anciennes créatures très puissantes ramenées à la vie par Alduin, un dragon venu du passé. Le héros incarné est un mortel à l'âme de dragon, appelé Dovahkiin, dont la destinée est de vaincre Alduin. Dans le DLC Dragonborn (extension payante), le héros peut même chevaucher un de ces dragons.
Cependant, même s'ils sont nommés ainsi, du fait qu'ils n'ont pas de pattes supérieures, ils s'apparentent davantage aux vouivres.

#### Autres jeux
Liste non exhaustive d'autres jeux dont les dragons sont le thème principal :
- Dark Souls
- Dragon Age: Origins
- Dragon Force
- Dragon's Dogma
- Dragon's Lair
- Dragon Lore
- Dragon Quest
- Drakan : les Chevaliers du feu et The Ancient's Gates
- Drakengard et Drakengard 2
- Final Fantasy XIV : Heavensward
- Guild Wars 2
- Lair
- Panzer Dragoon
- Spyro the Dragon
- Breath of Fire
- The Legend of Dragoon
- La série The Elder Scrolls (Skyrim)
- Dragonica
- Monster Hunter
- Tomb Raider 2